# Thecla Boesen
Thecla Boesen (22. august 1910 i København – 11. februar 1996) var en dansk skuespiller.
Hun har medvirket i en række film, men især i mindre roller. For mange vil hun være bedst kendt fra rollen som Fru Edel Andersen, nabokonen i de originale Min søsters børn-film, der ideligt måtte efterkomme sin mands (spillet af Karl Stegger) opfordring: "Edel, ring efter politiet".
Thecla Boesen var gift med skuespilleren og forfatteren Arne Westermann.

## Udvalgt filmografi
- Sørensen og Rasmussen 1940
- John og Irene 1949
- I gabestokken 1950
- Dukkestuen 1950 (dokumentar)
- Hansen 1950 (kortfilm)
- Englen i sort 1957
- Stof til eftertanke 1958 (kortfilm)
- Forelsket i København 1960
- Greven på Liljenborg 1964
- Don Olsen kommer til byen 1964
- Min søsters børn 1966
- Far laver sovsen 1967
- Min søsters børn på bryllupsrejse 1967
- Min søsters børn vælter byen 1968
- Hurra for de blå husarer 1970
- Min søsters børn når de er værst 1971
- Rektor på sengekanten 1972
- Attentat 1980
- Kidnapning 1982